# Elvis (namn)

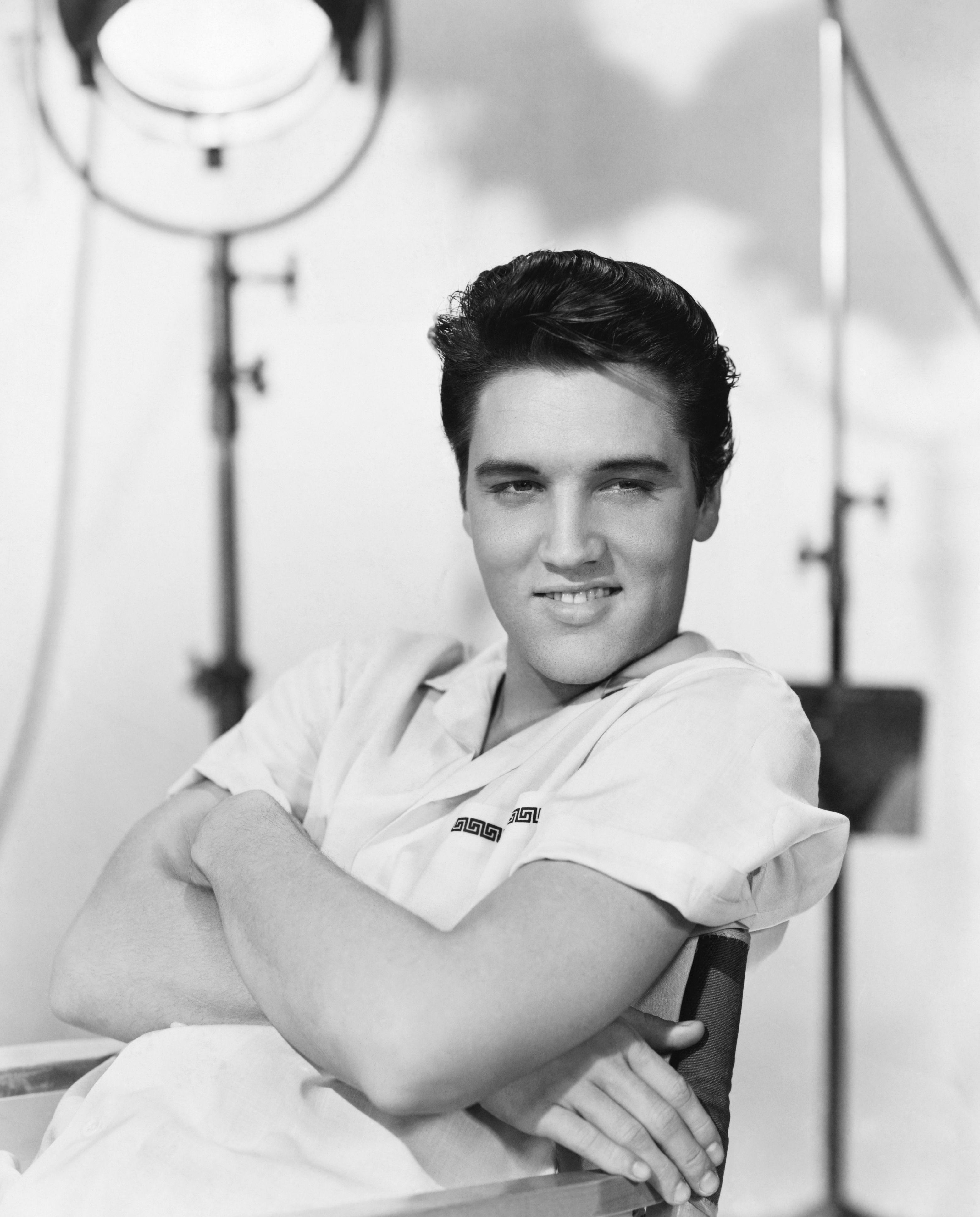
Elvis Presley, 1958.

Elvis är ett mansnamn med fornengelskt ursprung Eall-wīs, allvis. I Sverige finns 1324 bärare.
Namnsdag saknas.

## Kända bärare
- Elvis Presley, amerikansk sångare.
- Elvis Costello, brittisk sångare, som tog sitt artistnamn av Presley.
- Elvis Fatović, kroatisk vattenpolotränare.
- Elvis Stahr, amerikansk politiker.

### Fiktiva personer
- Elvis, antropomorf sköldpadda i seriestripp av Tony Cronstam
- Elvis Karlsson, huvudperson i bokserie av Maria Gripe